# Joxe Arregi Izagirre

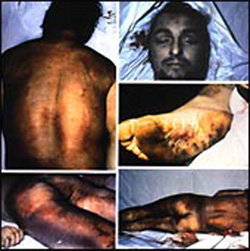
Tortures infligides a Arregi

Joxe Arregi Izaguirre, també conegut com a Joseba Arregi Izaguirre (Asteasu, 1951 - Madrid, 13 de febrer de 1981), va ser un activista polític basc, militant d'ETA militar, que va morir torturat per la Policia espanyola a la Direcció General de Seguretat de Madrid.

## Detenció i mort
Nascut a la localitat guipuscoana de Asteasu, la Policia espanyola el va detenir el 4 de febrer de 1981 prop del Museu del Prado de Madrid per presumpte pertinença a ETA militar. Juntament amb Isidro Etxabe, va ser traslladat a dependències de la Direcció General de Seguretat, a la mateixa ciutat, on se'l va mantenir incomunicat durant nou dies en aplicació de la legislació antiterrorista vigent. Al seu interrogatori van participar fins a setanta-dos agents de policia i va acabar amb l'ingrés del detingut a l'Hospital Penitenciari de Carabanchel el dia 12 de febrer a les 17.30 hores. Durant el contacte que va tenir amb altres presos que es trobaven a l'espai sanitari va manifestar: «em van penjar de la barra diverses vegades donant-me cops als peus, fins i tot a cremar-me'ls no sé amb què; van saltar sobre el meu pit; els cops de porra, cops de puny i puntades de peu van ser a tot arreu». Va morir poques hores més tard, el 13 de febrer, i va deixar com a darreres paraules una frase que passaria a la posteritat: «ha estat molt dur» (en basc: "oso latza izan da"). L'informe forense de l'autòpsia va certificar l'existència de tortures i va assenyalar que la causa de la mort va ser «una fallada respiratòria originada per procés bronconeumònic amb intens edema pulmonar». El 18 de febrer ETA militar va publicar un comunicat en el qual reconeixia la militància d'Arregi a les seves files.

## Judici i indult
José Antonio de la Campa, titular del Jutjat d'Instrucció número 13 de Madrid, va instruir el cas d'homicidi en custòdia i, dels setanta-tres funcionaris del Cos Superior de Policia que van estar en contacte amb Arregi durant el període de detenció, en va fer declarar a cinc. Els agents estaven adscrits a la Brigada Regional d'Informació i havien participat directament en els interrogatoris. Aquests inspectors de policia van ser Julián Marín Ríos, Juan Antonio Gil Rubiales, Juan Luis Méndez Moreno, Ricardo Sánchez i Juan Antonio González. El magistrat va decidir posar-los en presó preventiva, per la qual cosa Manuel Ballesteros, llavors director de la Comissaria General d'Informació, va dimitir del seu càrrec. Posteriorment, la Secció cinquena de l'Audiència Provincial de Madrid va posar-los en llibertat.
Durant el procés judicial, la Direcció General de Policia va plantejar «per mera qüestió cosmètica» una sanció disciplinària (pèrdua de vint dies de sou) contra Julián Marín i Juan Antonio Gil, per tractar-se de l'instructor i el secretari de la declaració presa al detingut. Un cop va arribar el judici, la fiscalia només va acusar aquests dos agents i va demanar tres mesos de presó per a cada un d'ells per un delicte de «maltractaments». El desembre de 1983 van ser absolts però el Tribunal Suprem va recórrer la sentència. El setembre de 1985, la Secció cinquena de l'Audiència Provincial de Madrid els va tornar a absoldre i va rebutjar que Arregi hagués estat víctima de maltractaments perquè «no es té en absolut certesa que les llagues a la planta dels peus fossin cremades». La sentència va ser novament recorreguda i, l'octubre de 1989, el Tribunal Suprem condemnà els dos policies a tres mesos d'arrest i a tres i dos anys, respectivament, de suspensió de feina i sou. Segons l'informe Oso latza izan da: La Tortura en Euskal Herria, elaborat per l'advocat i diputat d'EH Bildu Julen Arzuaga i publicat per la Fundació Euskal Memoria, «tant la sanció disciplinària com la condemna judicial no van tenir cap repercussió a la vida ni a l'activitat professional dels dos acusats».
L'any 1990, el govern de Felipe González va decidir concedir l'indult als dos policies, malgrat que els agents havien seguit treballant en dependències policials. Davant la mesura, la diputada d'EU Cristina Almeida va preguntar a l'executiu espanyol per les raons que havien motivat la mesura però no va rebre resposta. Un any més tard ho va tornar a fer el també diputat d'EU Antonio Romero i, en aquella ocasió, el ministre de Relacions amb les Corts Virgilio Zapatero Gómez va respondre que «els inspectors de policia als quals es refereix la seva pregunta es troben actualment en situació de suspensió de funcions pel temps estipulat a la sentència». Poc després els policies van tornar als seus respectius llocs de treball. Convé destacar com un d'ells, Juan Antonio Gil Rubiales, durant el govern de José Luis Rodríguez Zapatero, va ser designat comissari en cap provincial del Cos Nacional de Policia a Tenerife entre 2005 i juny de 2008, data de la seva mort.